# Saudade

Saudade (1899), de Almeida Júnior.

Saudade es un vocablo intraducible, incorporado al español del portugués saudade, que expresa un sentimiento afectivo primario, próximo a la melancolía, estimulado por la distancia temporal o espacial a algo amado y que implica el deseo de resolver esa distancia. A menudo conlleva el conocimiento reprimido de saber que aquello que se extraña quizás nunca volverá. El escritor portugués Manuel de Melo la definió en 1660 como «bem que se padece e mal de que se gosta» (bien que se padece y mal que se disfruta). Dada la dificultad de su traducción y su extensa y ambigua definición, el término fue incorporado en su forma original al habla española. Es propia también del gallego.
Como ejemplo de la riqueza y profundidad de su significado se puede mencionar el movimiento estético y literario de principios del siglo XX en Portugal conocido como Saudosismo, promovido especialmente por el escritor Teixeira de Pascoaes. En Galicia, el movimiento encontró exponentes en Vicente Risco, Antón Villar Ponte y Manuel Antonio. Saudosistas portugueses y gallegos desarrollaron una estrecha colaboración en la revista gallega Nós.

## Etimología
No existe un consenso amplio entre los diferentes autores sobre el origen de la palabra saudade.
La hipótesis que explica su origen a partir de la voz latina solitate, soledad, es defendida por numerosos autores desde mediados del siglo XIX hasta nuestros días. Esta hipótesis está muy extendida, pero poco fundamentada. A modo de ejemplo, la hipótesis evolutiva expuesta por A. Cortesao en 1900 (Solitate > suïdade > soadade > suadade > saüdade) se considera hoy totalmente inverosímil. Incluso entre los partidarios de su origen latino existen divergencias en lo relativo a las relaciones cronológicas de las diversas formas y a sus respectivos significados.
Carolina Michaëlis de Vasconcellos defendía en 1922 el origen de la palabra saudade en el plural femenino latino solitatem, en un ensayo que sobrepasaba con mucho el simple análisis etimológico, adentrándose en lo literario. C. Bastos trataba en 1914 las relaciones entre las diferentes formas de la palabra saudade en gallego y portugués. José Luis Varela advierte sobre la imposibilidad de un origen en solitatem. Según Joaquim de Carvalho, la palabra deriva del adjetivo y adverbio latino solu, que liga el significado de saudade al de soidade. Karl Vossler menciona alusiones a la voz árabe saudá, que significa hipocondría, melancolía, desánimo, mal de corazón. También habla de la influencia de la palabra suave, del latín suavis, por el empleo que hicieron de ella los provenzales y los humanistas.
En la actualidad se contemplan tres hipótesis que no recurren a procesos de evolución fonética regular para explicar la forma moderna de la palabra saudade:
- Adaptación a una mejor adecuación fonética simbólica: proceso de aproximación a formas más armónicas al oído. Actualmente esta es la hipótesis más extendida.
- Analogía con otras palabras que comienzan con saud- en portugués y gallego: posible influencia de salutare, salute, salutate, sanitate...
- Influencia literaria, con la «falsa latinización» de oi en au, al contrario del cambio habitual de au en oi.

Antes de llegar a la forma actual, se emplearon en diferentes momentos y lugares soëdade, soidade y suidade. La primera se conserva en la poesía antigua como arcaísmo hasta entrado el siglo XV y es recuperada por Rosalía de Castro y Curros Enríquez en su poesía. La segunda fue empleada por Don Dinis. La tercera también fue empleada por Rosalía. En el siglo XIV aparece, junto a esta última, la forma saudade, que se impondrá finalmente.

## Características

### Perspectiva antropológica
La explicación antropológica del término y sus posibles causas fue objeto de numerosas conjeturas. De entre ellas, algunas la buscaban en razones de causa, como las que hablan del paisaje maternal, la situación de aislamiento o el miedo al mar; otras son de tipo histórico, como la suposición del celtismo, las conquistas y descubrimientos de Portugal o la preservación de la identidad frente al castellano; otras son de tipo sociológico, como la emigración o la insolidaridad social; o de tipo psicológico, como el carácter introvertido, los diversos intentos de regreso a la seguridad básica mediante el instinto de la muerte, del que hablaba el doctor Novoa Santos, o el regreso subconsciente al seno materno.
Otras explicaciones tienen en cuenta las posibles equivalencias con características emocionales de otros lugares, en particular con los que caracterizan a un pueblo. El hiraeth galés (el sentimiento de haber perdido algo que uno tenía, algo que ya no es suyo), la Dór rumana, la sehnsucht germánica, la señardá asturiana o la enyorança catalana.

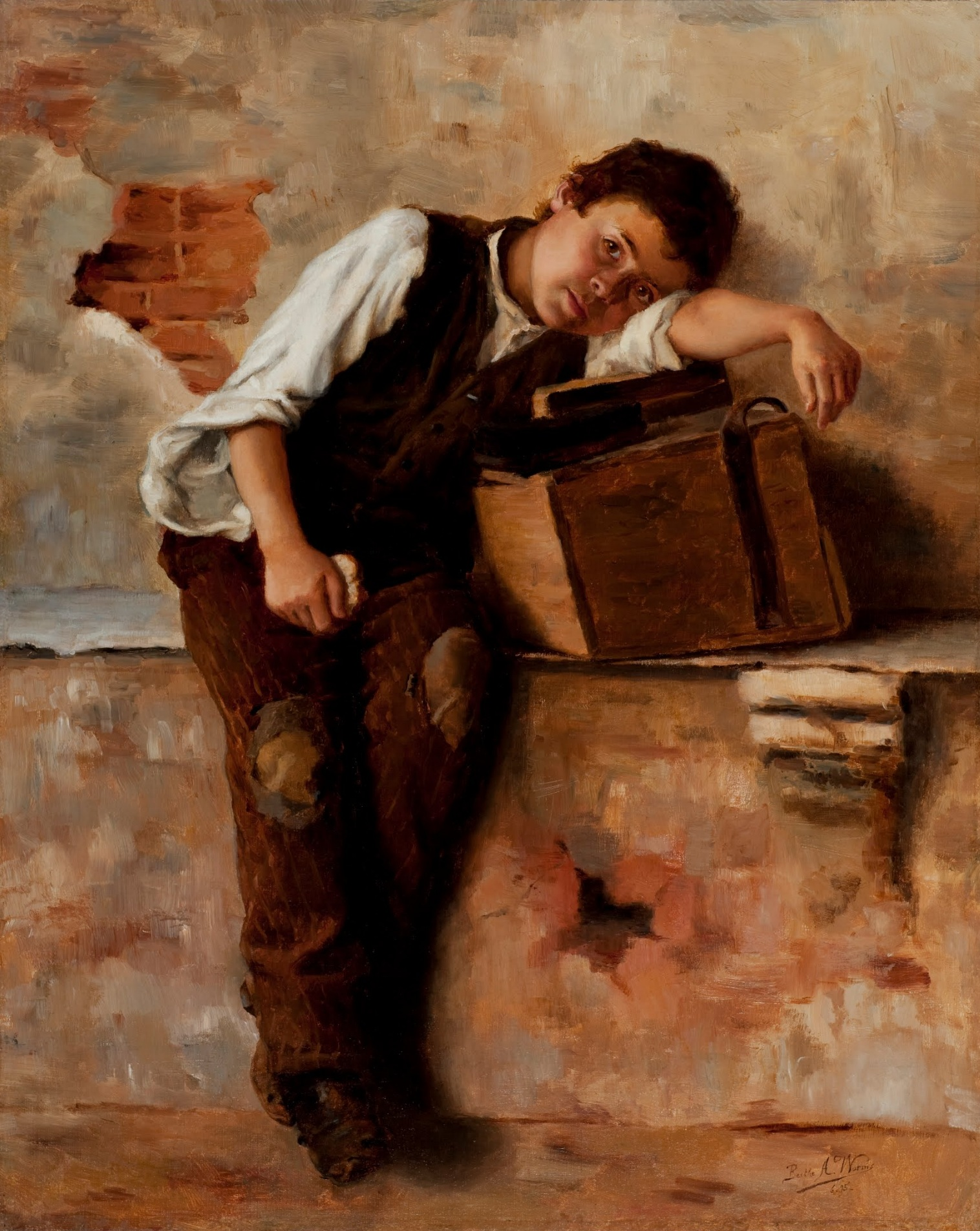
Saudades de Nápoles (1895), de Bertha Worms.

En palabras de Don Duarte, rey de Portugal, «suidade propriamente he sentido que o coraçom filha por se achar partido da presença d'algùa pessoa ou pessoas que muito per afeiçom ama, ou espera cedo de seer [partido]» (soledad propiamente es el sentimiento que el corazón siente por estar separado de la presencia de alguna persona o personas que ama con gran afección, o espera que suceda pronto [marcharse]). Muchos autores han indagado sobre el motivo de la aparición del sentimiento saudoso, en especial sobre su identificación geográfica con el noroeste de la península ibérica. Es habitual atribuir tal explicación al origen celta del pueblo gallego. S. G. Morley, hablando de Rosalía de Castro, afirma que los antepasados celtas de los actuales gallegos dejaron en estos una pasividad y una melancolía muy diferentes del modo de ser robusto de los castellanos. Para Joaquim de Carvalho, la explicación de esta localización no es ajena al origen céltico. Unamuno supone el origen de la saudade en las formas del paisaje gallego, «un paisaje habitable, que seduce como un nido incubador de morriñas y saudades». En la misma línea, Gerald Brenan ve en la saudade un origen indudablemente climático: los vientos atlánticos le proporcionan a Galicia y a Portugal el mismo espíritu lánguido que a Irlanda y a las islas Hébridas. También se encuentra en los diálogos de Martín Codax con su mar.
En cualquier caso, la saudade aparece como un fenómeno característico del ámbito cultural luso-galaico, incluyendo en este ámbito las tierras de ultramar. La diferencia más significativa entre la saudade y otros estados próximos a la nostalgia radica en cómo la perciben las personas que la sienten. Se tiene detectado una percepción positiva de la saudade entre grupos de emigrantes brasileños, de hecho, es percibida con frecuencia como una parte sustancial de la identidad nacional del Brasil. El objeto de la saudade no es una persona o una cosa concreta, sino una referencia simbólica al lugar de origen.

### Perspectiva filosófica
Ramón Piñeiro escribió en 1953 un ensayo titulado Para unha filosofía da saudade, que está considerado como la más profunda investigación sobre este tema desde una perspectiva filosófica. Según dice Piñeiro, la saudade es un estado de ánimo derivado de un sentimiento de soledad. Por tanto, las diversas formas de soledad derivan en diferentes modos de saudade: la que el hombre aprecia en sus circunstancias (objetiva), y la que vive en su intimidad (subjetiva). La frecuente identificación entre saudade y morriña nace de la confusión de términos cercanos, pero lo que caracteriza a la morriña es la tristeza depresiva, mientras que la soledad está caracterizada por la carencia de significación psicológica. La identificación de la saudade con la sehnsucht de los alemanes, propuesta en su día por José Luis Varela, la aleja de su acepción de nostalgia de un bien perdido para considerarla la búsqueda de un objeto desconocido que se siente necesario. Celestino Fernández de la Vega, por su parte, identifica la saudade con la angustia como la entendía Heidegger, sin reparar en que la saudade carece de la dimensión temporal de la angustia.
En continuidad con el pensamiento de Piñeiro, el Padre Antonio Pereira Dias de Magalhâes se centra más en una saudade «positiva», la de la esperanza y del sentimiento de presencia de Dios. Otros autores han formulado teorías como la de la «interpretación panteísta» de Daniel Cortezón o las de Paul Tillich y Hans Urs von Balthasar sobre el coraje y la angustia, respectivamente.
En 1980, Andrés Torres Queiruga pronunció un discurso con motivo de su nombramiento como académico de la Real Academia Gallega titulado Nova aproximación a unha filosofía da saudade. Precisamente fue Ramón Piñeiro el encargado de recibirlo en la Academia. El autor, en sus propias palabras, «había querido aportar alguna clarificación sistemática en orden a una delimitación fenomenológica y a una clarificación ontológica de la experiencia de la saudade». Torres Queiruga aborda el dilema de la saudade entendida como singularidad del pueblo luso-galaico. Según él mismo dice, si la saudade es algo exclusivo y peculiar deja de ser humano y comunicable, aparece como algo superficial en su particularidad; pero si, por el contrario, es algo universal se pierde uno de los signos más diferenciativos de la literatura y de la cultura gallegas. A la luz de la clasificación de Scheler, que diferencia sentimientos sensibles, corporales y vitales, anímicos y espirituales, Torres Queiruga localiza la saudade entre estos últimos e identifica en ella una intencionalidad concreta: la de experimentar al sujeto en sí mismo. En un recorrido por la literatura gallego-portuguesa descubre su carácter paradójico, que explica bien la tendencia de la saudade a la polarización.

### Perspectiva literaria

#### Literatura medieval
En las cantigas de amor y en las cantigas de amigo, de marcada influencia provenzal, se supone un profundo convencionalismo formal. A pesar de ello, Menéndez Pelayo percibe en ellas un fondo de melancolía, especialmente en las imitaciones populares de los grandes cancioneros gallego-portugueses. Otros autores como Alda Tesán y Rodrigues Lapa consideran que las cantigas de amor contienen un fondo de mayor verosimilitud psicológica, más alejada de convencionalismos cortesanos. Para Salvador de Madariaga la influencia francesa no fue más que un estímulo que echó raíces en los sentimientos y en las tendencias innatas del pueblo gallego. Pierre Le Gentil, al hablar de la tradición lírica de la península ibérica, afirma que las cantigas de amor y de amigo renuncian a buscar la dificultad y solo cultivan un reducido número de recursos, con lo que el resultado no es una poesía intelectual.
La poesía de Bernal de Bonaval, eminentemente amorosa, expresa con frecuencia la saudade que el enamorado padece por la ausencia de su amada, lamentando incluso los días vividos antes de conocerla. Este sentimiento es lo que Don Duarte llama «saudade triste»: «quando aquela lembrança faz sentir grande desejo (...) de tornar a tal estado ou conversaçom, con esta suidade vem nojo ou tristeza máis que prazer» (cuando aquel recuerdo hace sentir gran deseo (...) de volver a tal estado o conversación, con esta soledad viene enojo o tristeza más que placer). En las cantigas de Pedro de Ver, la madre de la enamorada le pregunta el motivo de su saudade, que no es otro que la ausencia de su amado. El trovador Nuno Fernandes Torneol y el juglar Johan Zorro también recurren a la saudade nacida de la ausencia. Las Sete cantigas de amigo de Martín Codax son todas, en boca de Carolina Vasconcelos, quejas saudosas, lamentos, suspiros exhalados por bocas femeninas que, en contacto con la naturaleza, hablan a las olas del mar en monólogos en los que confiesan amarguras y esperanzas, a fin de aliviar el corazón oprimido. En la extensa obra de Don Dinis de Portugal hay un intento destacable de interpretar de modo fiel la mente femenina, construyendo una definición poética de la psicología amorosa.
Ya entre los autores incluidos habitualmente en la escuela gallego-castellana, Macías El enamorado y Juan Rodríguez del Padrón trabajaron también con el tema de la saudade amorosa. Macías es continuador de la tradición lírica gallego-portuguesa, a la que añade una visión romántica que no precisa de ausencia ni de separación para sentir la «negrura del alma». Rodríguez del Padrón cierra el último capítulo de la escuela gallego-portuguesa, aunque solo se conservan composiciones suyas en castellano. Trasladó a sus coplas una vaguedad mística y un sentimentalismo apasionado que son herederos de la escuela que le precedió.

#### Rexurdimento
Cientos de años más tarde, en el siglo XIX, se produjo el renacer de las letras gallegas, entre autores que no eran conocedores de esta rica producción medieval (los Cancioneiros no habían salido aún de los archivos). Esta literatura de nuevo cuño, especialmente la poesía, recogió de nuevo la saudade como tema, alentada por el romanticismo en boga. La obra de los primeros poetas del Rexurdimento se inspira en el sentimiento de la tierra y de la raza, sea por nostalgia de un pasado legendario o por separación de la tierra patria. La emigración gallega a América durante las últimas décadas del siglo XIX despierta sentimientos de pérdida en los que marchan, pero también en los que quedan, y unos y otros serán proclives a recibir con agrado las composiciones poéticas que reflejan este sentimiento. Además, frecuentemente los poetas responden a personalidades nostálgicas que buscan reconstruir en su poesía un tiempo y un lugar que no encuentran en el mundo en el que viven.
La poesía de Francisco Añón, cuya azarosa vida lo llevó en ocasiones lejos de su tierra, está siempre impregnada de una nostalgia de los tiempos perdidos y de un deseo de retornar. Su obra tuvo especial eco entre los emigrantes gallegos en América, que encontraban en expresadas en ella las sensaciones que experimentan los que viven lejos de su tierra. La de Juan Manuel Pintos es una poesía más descriptiva, pero inspirada en los infortunios de la gente del campo. El lirismo de Alberto Camino fue tachado a veces de blando y pegajoso, casi femenino. El mismo retoma en O desconsolo el motivo medieval de la saudade del enamorado por la ausencia de su amada, ahora alejada de él por la muerte, motivo más romántico, o el dolor de la madre que pierde a su hijo, en Nai chorosa, o la soledad del emigrado en Lexos d'ela, escrita probablemente durante su estancia en Madrid.
En la obra de Rosalía de Castro, en especial en sus composiciones poéticas, la saudade está muy presente, fruto posiblemente de una personalidad neurótica. Robert Havard analiza esta presencia en su poesía y aprecia en ella aspectos relativos a la orfandad, a la desolación, al martirio y al pecado. Las vicisitudes vitales de Rosalía y, sobre todo, su condición de hija espuria, que la mantuvo alejada de su madre, le originarían un sentimiento de abandono y de pérdida que quedó expresado en su poesía como un deseo de recuperar algo perdido, como saudade de lo que ya se fue. Según Torres Queiruga, «Rosalía es una mística que no pasó de la noche oscura. (...) Sería suficiente con comparar su simbología con la de Juan de la Cruz en esa etapa: desierto, sed, abismo, sepulcro, sombra, falta de aire, agua que ahoga, fuego que abrasa, noche, muerte, lucha... son temas de lo místico que todos ellos pueden encontrar versos paralelos en la poetisa».

## ElSaudosismo

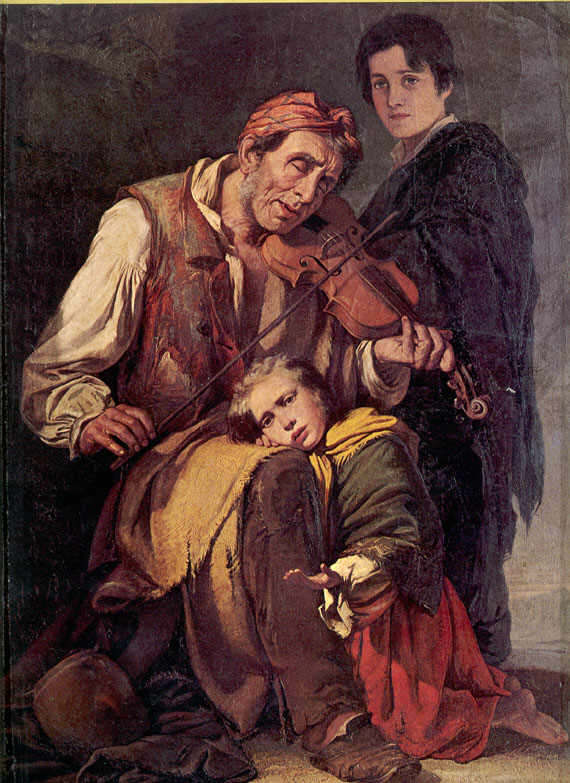
Cego Rabequista (1855), de José Rodrigues.

El Saudosismo es una corriente cultural, literaria, política y filosófica nacida del Neorromanticismo. El Saudosismo tuvo como órgano de expresión la revista A Águia, fundada en 1910, en un ambiente revuelto por la reciente proclamación de la República Portuguesa, los posteriores intentos de restauración monárquica y la cercanía de la Primera Guerra Mundial. Los seguidores de este movimiento se agrupaban en la Renascença Portuguesa, que pretendía «revelar el 'alma lusitana', integrarla en sus cualidades esenciales y originarias».
El poeta Teixeira de Pascoaes, figura central del Saudosismo, hablaba desde las páginas de A Águia del «alma excepcional, instintivamente naturalista y mística, que creó la saudade, promesa de una nueva civilización lusitana». Desde 1911 A Águia sería el órgano de expresión de la Renascença. El Saudosismo fue definido por Pascoaes como celebración de la saudade, en la que veía «la propia sangre espiritual de la Raça; su estigma divino, su perfil eterno». Si la saudade es un fenómeno eminentemente portugués, expresaría el alma lusitana.
En una vaga definición, Pascoaes afirma: «Yo llamé Saudosismo al culto del alma patria representada por la Saudade erigida en Persona divina y orientadora de nuestra actividad literaria, artística, religiosa, filosófica e incluso social».